# Sigisbert Étienne Coster
Pour les articles homonymes, voir Coster.
Sigisbert Étienne Coster, né en avril 1734 à Nancy et mort le 23 octobre 1825 dans la même ville, est un ecclésiastique français, député du clergé aux États généraux de 1789. 
Il siège jusqu'à la fin de la session de l'Assemblée nationale constituante le 30 septembre 1791. Proscrit pour avoir servi les Prussiens, il émigre et en revient en France qu'après le Concordat de 1801. Il est ensuite vicaire général du diocèse de Nancy.

## Biographie

### Famille
Sigisbert Étienne Coster est né le 4 ou le 24 avril 1734 ou encore le 25 avril 1734 à Nancy,,. Fils de Jean-François Coster, marchand, et d’Anne Thouvenin, il est issu du milieu des banquiers de Nancy et est le frère de l'économiste Joseph François Coster (1729-1813),.

### Ecclésiastique
Il est docteur en théologie, grade obtenu à Strasbourg, et licencié en droit,. Il entre dans les ordres en 1758 et devient curé de Remiremont en 1761. Il occupe pendant une vingtaine d'année cette cure avant de devenir devient chanoine et grand-vicaire du diocèse de Verdun,,,,. En 1787, il préside les assemblées du district de Verdun,. Il est archidiacre d'Argonne et prévôt de l'abbatiale de Montfaucon. 
Il prononce l'oraison funèbre du duc de Lorraine et ancien roi de Pologne Stanislas Leszczynski à Nancy en 1766 et celle de sa fille la reine de France Marie Leszczynska devant la cour à Versailles en 1768,. Il fait partie des spécialistes français les plus réputés de l'oraison funèbre.

### Député
Le 1er avril 1789,, il est élu député du clergé du bailliage de Verdun aux États généraux,,,. Son journal est une des sources utilisées par les historiens pour comprendre l'enchaînement des événements aux Etats généraux puis à l'Assemblée nationale constituante en mai-juin 1789.
À l'Assemblée nationale constituante, dont il est élu secrétaire en juillet 1790, Sigisbert Étienne Coster siège à droite et collabore au journal L'Ami du roi dirigé par Thomas-Marie Royou. Il peut être classé dans le groupe des aristocrates. Il vote contre les assignats, le rattachement d'Avignon à la France, la constitution civile du clergé et le serment.

### Émigration et retour
Après la fin de la session de l'Assemblée nationale constituante le 30 septembre 1791, il est à Verdun quand les Prussiens prennent la ville en 1792. Ils le nomment administrateur provisoire. Au retour des Français, il s'enfuit et se réfugie auprès de l'abbé Maury, évêque de Montefiascone, qui le nomme professeur de théologie.
Il revient en France après le Concordat de 1801 et devient chanoine et vicaire général du diocèse de Nancy, directeur de l'hospice des orphelins et aumônier de l'hôpital militaire, où il lutte contre l'épidémie de typhus en 1813-1814. Il est ensuite doyen du chapitre de Nancy. Il est membre résidant de l'Académie de Stanislas de Nancy de 1802 à sa mort. 
Il meurt à Nancy le 23 octobre 1825,,.

## Œuvres
- Oraison funèbre de Stanislas Ier roi de Pologne[8].
- « Récit des séances du clergé », dans Albert Houtin (publication), Les séances des députés du clergé aux États généraux de 1789 : Journaux du curé Thibault et du chanoine Coster, Paris, Société de l'histoire de la Révolution française, 1916, 184 p. (lire en ligne), p. 81-143[9].